# Sean Beavan
Sean Beavan, nacido el 16 de enero de 1962, es un músico, productor discográfico e ingeniero de sonido, popular por su trabajo con Nine Inch Nails, Marilyn Manson, Guns N' Roses, God Lives Underwater y Slayer. Su estilo de producción es típicamente pesado, con guitarras fuertemente distorsionadas, pero su trabajo es muy diverso, llevándolo a trabajar con bandas como No Doubt y System of a Down, y con bandas de indie rock como Thrice y 8mm.
En Chile produce a la banda E-MEN, trabajo que realiza entre 2005 y 2010.

## Discografía seleccionada
- Pretty Hate Machine (1989)Nine Inch Nails
- The Downward Spiral (1994) Nine Inch Nails
- Portrait of an American Family (1994) Marilyn Manson
- Antichrist Superstar (1996) Marilyn Manson
- Mechanical Animals (1998) Marilyn Manson
- Up Off The Floor (2004) God Lives Underwater
- Eat Me, Drink Me (2007) Marilyn Manson
- Chinese Democracy (2008) Guns N' Roses - Producción adicional
- DirectGod 2008 Industrial Company Inc.
- E-MEN (2010) Eye
- Born Villain (2012) Marilyn Manson
- Mer de Noms Live (2013) A Perfect Circle